# Ситников, Анатолий Викторович
Анатолий Викторович Ситников (1920, Грозный ― 1943, Финский залив) — советский лётчик-истребитель морской авиации. Участник Великой Отечественной войны. Сержант.
В Рабоче-крестьянской Красной армии служил в 1939―1943 годах. На фронте с июня 1942 года. Участник обороны Ленинграда.
Пилот 71-го истребительного авиационного полка 61-й истребительной авиационной бригады ВВС Балтийского флота сержант А. В. Ситников в воздушном бою в районе острова Лавенсаари 21 мая 1943 года на истребителе И-153 тараном уничтожил истребитель Bf-109G-2 ВВС Финляндии. При таране самолёта противника погиб.
Посмертно награждён орденом Красного Знамени.

## Биография

Анатолий Ситников в школьные годы

Анатолий Ситников родился в 1920 году в Грозном. Жил на улице Первомайской (ныне улица шейха Али Митаева). Окончил среднюю школу № 2 и Грозненский аэроклуб.
В 1939 году был призван на срочную службу в Рабоче-крестьянскую Красную армию. В начале войны, по всей видимости, окончил школу младших авиационных специалистов. На фронте с июня 1942 года в должности авиационного моториста 21-го истребительного авиационного полка 61-й авиационной бригады ВВС Балтийского флота. В августе того же года написал рапорт о переводе в истребительную авиацию. После переподготовки в декабре 1942 года был направлен пилотом в 71-й истребительный авиационный полк ВВС Балтийского флота.
В составе 1-й эскадрильи полка в январе 1943 года участвовал в операции «Искра», в результате которой была частично прорвана блокада Ленинграда. В этот период совершил 30 боевых вылетов на прикрытие наземных войск и штурмовку переднего края обороны противника. После завершения операции был переведён в 3-ю эскадрилью, которая с февраля 1943 года базировалась на острове Лавенсаари.
С февраля по май 1943 года сержант Ситников произвёл 56 успешных боевых вылетов, в том числе 23 ― на разведку, 19 ― на прикрытие своих кораблей, 7 ― на отражение налётов вражеской авиации. Ещё 7 боевых вылетов совершил ведущим пары в составе четвёрок И-153 на бомбардировку малоразмерных целей в Финском заливе, в ходе которых были потоплены два сторожевых катера противника.

### Подвиг
Ранним утром 21 мая 1943 года из Кронштадта с грузом для гарнизона острова Лавенсаари в сопровождении двух сторожевых катеров вышел сетевой заградитель «Онега» под командованием капитан-лейтенанта Я. В. Сапунова. Скоро он был замечен и обстрелян артиллеристами финской береговой батареи. Поставив дымовую завесу, моряки благополучно миновали заставу противника, но на их поиски вылетели два финских самолёта-разведчика из состава эскадрильи LeLv34. Они обнаружили цель южнее острова Лавенсаари. Следом за ними появились 10 немецких бомбардировщиков Junkers Ju 87. Советские моряки открыли заградительный огонь, сбив «Юнкерсы» с боевого курса. Пока противник совершал противозенитный манёвр, к месту боя подоспели лётчики из 2-й эскадрильи 71-го авиаполка, летевшие на бомбардировку морских целей. В ожесточённом воздушном бою немцы потеряли два самолёта, в схватке погиб советский лётчик старший сержант А. Ф. Софьин.

Лейтенант Тауно Сааласти

В итоге советские истребители прижали противника к воде. Беспорядочно сбросив бомбовую нагрузку, немецкие лётчики стали уходить в сторону финского побережья. Используя значительное преимущество в скорости, они быстро оторвались от преследования, но в семи километрах к западу от северной оконечности Лавенсаари были перехвачены пилотами 3-й эскадрильи, поднявшимися с островного аэродрома. Схватка разгорелась с новой силой. Ещё два немецких бомбардировщика были сбиты. В это время ярусом выше пара финских лётчиков внимательно следила за схваткой внизу, не вмешиваясь в бой. Но тут от группы сражающихся отделилась «Чайка» сержанта Ситникова. Тихоходный одиночный И-153 представлялся лёгкой целью для «Мессершмидта», и Bf109 с бортовым номером МТ-228, пилотируемый лейтенантом Тауно Сааласти, устремился в атаку. Но Ситников вовремя заметил врага. Быстро совершив разворот, он пошёл в лобовую атаку. Несколько секунд истребители шли навстречу друг другу, не меняя курс, но в последний момент финский лётчик решил избежать столкновения. Однако Ситников плоскостью своего самолёта обрушился на крыло вражеской машины. От удара истребители сцепились в воздухе и, свалившись в неуправляемый штопор, развалились на части. Их обломки упали в Финский залив. Оба пилота погибли. Напарник Сааласти зафиксировал точное время гибели своего товарища ― 15 часов 28 минут.
12 июня 1943 года командир 71-го истребительного авиационного полка майор Н. И. Королёв представил сержанта А. В. Ситникова к ордену Ленина, но приказом командующего Краснознамённым Балтийским флотом от 15 июля 1943 года № 61 лётчик посмертно был награждён орденом Красного Знамени. Несколькими днями позже Политуправлением Балтфлота была выпущена листовка, посвящённая подвигу Анатолия Ситникова.

## Память

Листовка, посвящённая подвигу Анатолия Ситникова

Одна из улиц Грозного названа именем Анатолия Ситникова.

## Архивные документы
- Общедоступный электронный банк документов «Подвиг Народа в Великой Отечественной войне 1941—1945 гг.»:

Комплект наградных документов на орден Красного Занмени.
- Обобщённый банк данных «Мемориал»:

Послужная картотека моряков.
Картотека безвозвратных потерь.
Именной список безвозвратных потерь офицерского и сержантского состава ВВС КБФ.